# Bianco (cantante)
Alberto Bianco, noto solo come Bianco (Torino, 10 gennaio 1984), è un cantautore e produttore discografico italiano.

## Biografia
Il suo primo disco, Nostalgina, uscito il 1º aprile 2011, è stato anche la prima pubblicazione dellʼetichetta indipendente torinese INRI. Nostalgina ha debuttato in streaming esclusivo sul sito di Rolling Stone Magazine e già a maggio 2011 Bianco è stato notato da MTV, che l'ha nominato artista della settimana per MTV New Generation con il video di Mela, il suo primo singolo. Da qui si sono susseguiti una serie di supporti a importanti artisti del panorama indipendente italiano e non solo: Niccolò Fabi, Linea 77, Dente, Le luci della centrale elettrica, Noah and the Whale, White Lies, questi ultimi sempre grazie ad MTV, che lo ha scelto a novembre 2011 come artista del mese di New Generation, portando il suo secondo video Raccontami in rotazione su MTV Music. 
A dicembre 2011, dopo la partecipazione al Medimex e a Hitlist Italia, parte per un tour che lo porta in giro per l'Italia per primi tre mesi del 2012. Nel frattempo anche Rai Radio 2 lo ha notato e durante il Salone Internazionale del Libro di Torino partecipa ad una puntata di Moby Dick. L'anno di Bianco si chiude con un gran finale: la partecipazione agli MTV Days 2012. È suo il compito di aprire la due giorni di concerti in Piazza Castello a Torino, la sua città.
In estate Bianco si dedica alla realizzazione del suo secondo disco, Storia del futuro, uscito il 12 novembre 2012 sempre con INRI. Il primo singolo è La solitudine perché c'è? e vanta il featuring di Tommaso Cerasuolo dei Perturbazione, impegnato anche nella stesura di una strofa della canzone. Il secondo estratto è La strada tra la Terra e il Sole, il cui videoclip è un cortometraggio con la regia di Giuseppe Domingo Romano presentato in esclusiva video per il Fatto Quotidiano.
A due anni di distanza, dopo aver curato la produzione artistica dell'album d'esordio di Levante, Manuale distruzione, torna con il suo nuovo album: Guardare per aria.
Corri corri, cantato con Levante, è il primo singolo del nuovo album. Il video è stato realizzato da Giacomo Triglia in una villa nel cosentino.
Filo d'erba è il secondo singolo estratto dall'album, il cui video è stato realizzato da Marco Serpenti. Gli fa seguito il brano Le stelle di giorno, il cui è stato diretto da Davide Pavanello e vede la partecipazione, come attrice protagonista, di Viola Sartoretto.
Nel 2016 partecipa come musicista, insieme alla sua band, al tour italiano ed europeo di Niccolò Fabi per la promozione dell'album Una somma di piccole cose.
A settembre 2016 viene pubblicata la versione in vinile dell'album Guardare per aria, che include il brano Rosso che manca di sera, cover di Ilaria Graziano e Francesco Forni, per cui viene realizzato un video, diretto da Valentina Pozzi.
A ottobre 2016 viene lanciato il video di Drago, quarto singolo estratto da Guardare per aria, con video diretto da Valentina Pozzi e Giorgia Mannavola.
Il tour di Guardare per aria viene chiuso, nell'ottobre 2016, con quattro date evento a Roma, Bologna, Milano e Torino, dal titolo Fumo l'ultima tour.
Nel 2017 partecipa come musicista, insieme alla sua band, al tour italiano di Niccolò Fabi con il quale duetta eseguendo Mela, Filo d'erba e Aeroplano in ogni concerto.
Nel gennaio 2018, anticipato dal singolo Felice, pubblica il suo quarto album intitolato appunto Quattro e prodotto da Marco "Benz" Gentile. Il video di Felice è stato realizzato utilizzando degli spot televisivi finlandesi degli anni '80.
Nel 2021 pubblica il suo quinto disco in studio, Canzoni che durano solo un momento. In questo album preziose le collaborazioni con Dente, Colapesce, Niccolò Fabi e i Selton.
Nel 2022, a venticinque anni esatti dalla pubblicazione del disco Casa di Mao, partecipa in duetto al videoclip di Stringimi #25, girato ai Murazzi del Po di fronte allo storico Giancarlo.
Bianco nel 2023 firma per Sony/ATV Music Publishing e partecipa come autore alla settantatreesima edizione del Festival di Sanremo con la canzone Parole dette male interpretata da Giorgia. Sempre nel 2023 pubblica il suo sesto lavoro in studio: "Certo che sto bene". L'album è prodotto da Taketo Gohara e registrato in presa diretta in una casa sull'isola di Formentera.

## Discografia

### Album in studio
- 2011 - Nostalgina
- 2012 - Storia del futuro
- 2015 - Guardare per aria
- 2018 - Quattro
- 2021 - Canzoni che durano solo un momento
- 2023 - Certo che sto bene

### EP
- 2012 - Storia del futuro EP
- 2015 - Le stelle di giorno EP

### Videoclip
- 2011 - Mela
- 2011 - Raccontami
- 2012 - Splendidi
- 2012 - La solitudine perché c'è?
- 2013 - La strada tra la terra e il sole
- 2014 - Corri Corri
- 2015 - Filo d'erba
- 2015 - Le stelle di giorno
- 2016 - Rosso che manca di sera
- 2016 - Drago
- 2017 - Felice
- 2018 - 30 40 50

### Produzioni
- 2014 - Levante - Manuale distruzione
- 2015 - Levante - Abbi cura di te